# 埃爾莫薩鎮
18°34′48″N 68°58′48″W / 18.58000°N 68.98000°W
埃爾莫薩鎮（Villa Hermosa），是多明尼加共和國的城鎮，位於該國東部，由羅馬納省負責管轄，面積116.47平方公里，2002年人口8,738，人口密度每平方公里75.02人。